# Монастырь мхитаристов в Вене
Монастырь мхитаристов в Вене (арм. Վիեննայի Մխիթարեան վանք) — армянский монастырь конгрегации мхитаристов Армянской католической церкви в Вене. Находится недалеко от центра города в районе Нойбау на улице, названной в честь монастыря (Mechitaristengasse).

## История
В 1773 году часть отцов мхитаристов отделилась от общины Сан-Ладзаро, поселилась в Триесте и основала новый монастырь.
В результате французской оккупации Триеста (1797—1805), отцы мхитаристы, как подданные империи Габсбургов, укрылись в Вене.
Монастырь был основан в 1810 году и размещался в зданиях, принадлежащих ордену капуцинов.
В 1837 году монастырь был перестроен, а непосредственно церковь в архитектурном комплексе была построена в 1874 году.
Со временем монастырь мхитаристов в Вене, вместе с монастырём Сан-Ладзаро, стал весомым элементом армянской культуры в мире. В фондах монастыря находится нумизматическая коллекция (10 000 армянских монет и 20 000 монет других стран), керамика, ковры и другие предметы, в основном армянского производства. Галерея содержит ценные картины армянских художников, среди которых есть и картина Айвазовского.
Библиотека монастыря насчитывает более 2800 армянских рукописей и более чем 170 000 томов древних и современных армянских печатных работ. Библиотека может похвастаться самой большой коллекцией армянских газет и журналов, которая содержится в западном мире.
С 1889 года в монастыре мхитаристов в Вене производится ликёр, рецепт которого был привезён из Константинополя основателем ордена Мхитаром Севастийским.